# Watch Dogs 2
Watch Dogs 2 (psáno také WATCH_DOGS2 či WD2) je akční hra s otevřeným světem vyvíjena studiem Ubisoft Montreal a vydána společností Ubisoft. Jedná se o sequel hry Watch Dogs z roku 2014. Hra byla celosvětově vydána na konzole PlayStation 4, Xbox One a na PC v listopadu 2016.
Hra je zasazena do prostředí Sanfranciské zátoky, je ovládána ze třetí osoby a světem se pohybujete buď po vlastních nohách či vozidly. Hráči hrají za Marcuse Hollowaye, hackera, který pracuje se skupinou hackerů DedSec, která se snaží shodit systém městského dohledu na obyvatele s názvem ctOS. Hra nabízí několik způsobů hraní misí a každá z úspěšných vám přidá počet stoupenců skupiny DedSec. Kooperativní multiplayer vám nabízí kompetitivní jeden-na-jednoho souboj a spojování s ostatními lidmi, aby se zbavili hráčů, kteří ve městě způsobují rozruch.
Ubisoft Montreal, vývojáři hry, studovali hráče a jejich odezvy na první díl ze série Watch Dogs, aby zjistili, co by mohli pro další (tento) díl zlepšit. Dokonce si povolali i reálné hackery, aby zajistili co největší autentičnost a pomáhali se scripty, které můžete vidět ve hře při hackování.

## Hratelnost
Podobně jako předchůdce, Watch Dogs 2 je akční adventura s prvky stealthu. Hrajete z třetí osoby. Hra disponuje s velkým otevřeným světem zasazeným do fiktivní verze Sanfranciské zátoky, celková plocha je více než dvakrát větší oproti předchozímu dílu, který zaujímal místo v Chicagu. Herní území se dělí na čtyři různé oblasti: San Francisco, Oakland, Marin a Silicon Valley, každá z nich má odlišnou charakteristiku a atmosféru. Hráči se po mapě mohou pohybovat buď po vlastních nohách nebo s mnoha vozidly ve hře, auty, autobusy, náklaďáky, tramvajemi, motorkami, čtyřkolkami a loděmi. Jízdní vlastnosti byly lehce předělány, aby sedly a ulehčily každému hráči. Hráči mohou také střílet ze zbraní za jízdy. Marcus (hlavní protagonista) se zlepšil ve svých akrobatických schopnostech a nyní má možnost parkurovat po městě. Hráči mohou dokončit mise různými způsoby, mohou si vybrat mezi agresivním přístupem, ve kterém porazí nepřátele pomocí zbraní, které jste si vytiskli na 3D tiskárně, výbušninami, třeba minami, nebo Marcusovou vlastní ruční zbraní, thunderballem, kulečníková koule přivázaná na natahovací šňůrce. Alternativně mohou hráči použít stealth přístup, kdy se budou nepřátelům vyhýbat nebo je Marcusovým tazerem paralyzovat. Celá hra se dá ale dokonce dokončit pouze tím, že budete hackovat. Ale když hráči budou hackování používat moc často, začne si toho policie všímat a bude se snažit daného hráče zatknout. Vylepšování ve hře se vrátilo a dělí se rovnou na tři části: Stealth, Agresor, Podvodník (Hacker). Hráči si tak mohou vybrat na jakou kategorii se zaměří, v závislosti herního stylu hráče.
Marcus se dokáže hacknout do velkého množství elektronických zařízení připojené do ctOS systému (byl již v předchozím díle), díky jeho vlastnímu smartphonu. Například Marcus může měnit osobní data NPC, aby je nechal zatknout, aby jim kradl peníze z bankovních účtů, manipuloval se všemi telefony, které se nachází ve hře, odrovnal dopravu přepnutím semaforů nebo také zvednutím bariér ze země (to se dá dobře využít při ujíždění policajtům), se hackoval do bezpečnostních kamer, díky kterému se dostanete do "mass hacking", které hackuje větší množství elektrického vybavení NPC. Hráči také mají více možností při hackování jednoho objektu. Například, když chtějí hacknout auto, dostanou možnost převzít ovládání auta nebo mohou naopak nechat ztratit kontrolu nad autem a nechat ho bezhlavě i s lidmi nabourat do zdi. Pokud hráč hackne elektrický box, mohou si vybrat mezi tím, jestli ho chtějí deaktivovat nebo ho použít jako minu (pokud se nějaké NPC objeví v oblasti vyznačené kolem boxu). Na rozdíl od Aidena, protagonista z prvního dílu, Marcus má arzenál pokročilých vybavení, obsahujíc drona a na dálku ovládané autíčko. Oboje se dá použít na dálkové ovládání a hackování. Marcovo oblečení si můžete měnit díky 700 kusů oblečení, které si můžete koupit v obchodech, která se zajímají o módu všech obyvatel. Hra obsahuje hlavní příběhové mise a vedlejší mise ("operace"), díky kterým si zvyšujete počet stoupenců a tím můžete splnit váš ultimátní cíl.

### Multiplayer
Multiplayer se vrací i s příchodem Watch Dogs 2. Hra nabízí podobný kooperativní multiplayer, ve kterém se hráči mohou stýkat a hrát s nebo proti ostatním hráčům. Mohou prozkoumávat otevřený svět, plnit spolu mise, které hráčovi přidají stoupence a užívat si zábavy. Hra může být kompletně v online nebo offline režimu. Hra také disponuje několika kompetitivními multiplayerovými módy:
- Online invaze (Online Invasion): Online invaze je jeden-na-jednoho kompetitivní multiplayer mód, originálně se vyskytující se i v prvním díle, ve kterém se hráč připojí do singleplayeru jiného hráče a instaluje virusy do jeho DedSec systému. Napadající hráč musí okamžitě zmizet poté co se virus úspěšně uchytí, přičemž napadený hráč musí následně najít a zabít hráče, který ho napadl.
- Lovec odměn (Bounty Hunter): Lovec odměn je nový mód uvedený ve hře. Pokud hráč vytvoří ve hře až moc velký chaos (např. již zmíněným hackováním semaforů) tak se zapne tento mód. Policie, společně s jedním až třemi hráči, se připojí do hry hráče s nadějí, že zabije hledaného a následovným získáním odměny, díky které získají zkušenostní body. Hledaný může buď útočit proti lovcům jejich zabitím, což jim dá větší odměnu (pokud hledaného chytí), nebo mohou utíkat, dokud jim odměna nevyprchá. Hledaný může být mezitím podporovaný jiným hráčem, který se přidá na stranu hledaného. Hráči mohou i manuálně na někoho uvalit odměnu přes jejich herní smartphone.

## Zápletka
Následován událostmi z Chicaga, San Francisco jako další město instaluje ctOS (central Operating System - centrální operační systém), který propojuje všechno se vším. Hra představuje nového protagonistu - Marca Hollowaye (Marcus Holloway) - dabovaný a hraný Ruffinem Prentissem (Ruffin Prentiss), mladého a inteligentního hackera z Oaklandu. Byl označen za to, že spáchal trestný čin, vylepšenou verzí ctOS, ctOS 2.0, který ho zařadil jako podezřelého. Po uvědomění, že systém skrytě přináší škodu nevinným občanům San Francisca, se rozhodne, že začne spolupracovat s hackerskou skupinou DedSec, aby shodili městský systém ctOS 2.0 a Blume, firma, která stojí za tímto systémem.

## Přijetí hry
Hra Watch Dogs 2 byla přijata velice kladně, s PlayStation 4 verzí se 43 kritiků shodlo na celkovém hodnocení od Metacritic se skórem 84/100.
V recenzi od Zacka Furnisse pro videoherní portál Destructoid, si Furniss vychvaloval celkový nádech hry a posun, kterým se hra vydala. také se mu velice líbil charakter Marca Hollowaye, jeho šarm a smysl pro humor. Také ocenil hackovací část hry, která se dala používat ve většině akcí ve hře a užíval si také to, že by se celá hra dala projít bez použití jakéhokoli násilí. Furniss dospěl i k závěru, že by se hra obešla bez všech střelných zbraní, za což ji pochválil. Řízení se zvelebilo na rozdíl od prvního dílu, jen technické nedostatky, jako glitche a nízká obnova snímků za sekundu považoval jako nedostatek. Aron Garst, z magazínu Game Revolution, uvedl, že Watch Dogs 2 zakryly skoro všechny negativní části z originálního dílu, toto vyzdvihl, jako hlavní plus této hry.

### Prodeje
V listopadu 2016 Ubisoft prozradil, že předprodeje hry byly velikým zklamáním pro společnost. Vzhledem k tomu Ubisoft přistoupil k více skromnějšímu plánu a snížil předpokládaný počet prodaných kopií pro druhou polovinu fiskálního roku 2019. Nicméně, CEO Yves Guillemot je přesvědčen, že hra nebude komerčním selháním, jako příklad uvedl Far Cry Primal, úspěšnou hru, která taktéž měla málo předprodaných kopií hry, ale později se prodávala dobře. Věří, že herní recenze budou mít veliký důsledek na prodeje hry, to platí hlavně na hráče, kteří přistupují k hrám stylem "počkám-a-uvidím". Studio již neinvestovalo tolik peněz do marketingové kampaně, jako u předešlého dílu a bylo spíše opatrnější s tím, co si mohou dovolit, jelikož věděli, že hráči byli velice zklamáni prvním dílem série.